# سنجق نابلس
سنجق نابلس أو سنجق البلقاء سنجق عثماني ضمن ولاية دمشق ولاحقا وضع ضمن ولاية بيروت في آخر تقسيم إداري عثماني. كان السنجق يقع في أقصى جنوب ولاية بيروت وامتدت حدوده بين سنجق حوران (في ولاية دمشق) ونهر الأردن شرقاً والبحر المتوسط غرباً، وسنجق عكا شمالاً وسنجق القدس جنوباً (الذي أصبح يعرف فيما بعد بمتصرفية القدس). بلغ عدد سكان السنجق 153,854 نسمة عام 1914، وكان بذلك ثالث أكبر سنجق سكاناً في الولاية بعد سنجقي بيروت وطرابلس الشام.
اقتطع سنجقا نابلس وعكا من ولاية سوريا وألحقا بولاية بيروت عام 1888.

## التاريخ
في القرن التاسع عشر كان في سنجق نابلس حوالي 133 قرية ومدينة، وكانت مدينة نابلس تحت حكم العثمانيين من القرن السابع عشر حتى القرن العشرين.
كان السنجق يقسم إلى التقسيمات الإدارية التالية:

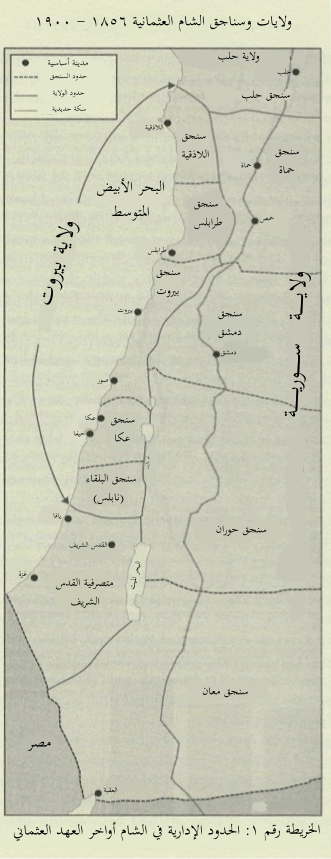
التقسيم الإداري في أواخر الحكم العثماني وضع سنجق نابلس ضمن ولاية بيروت

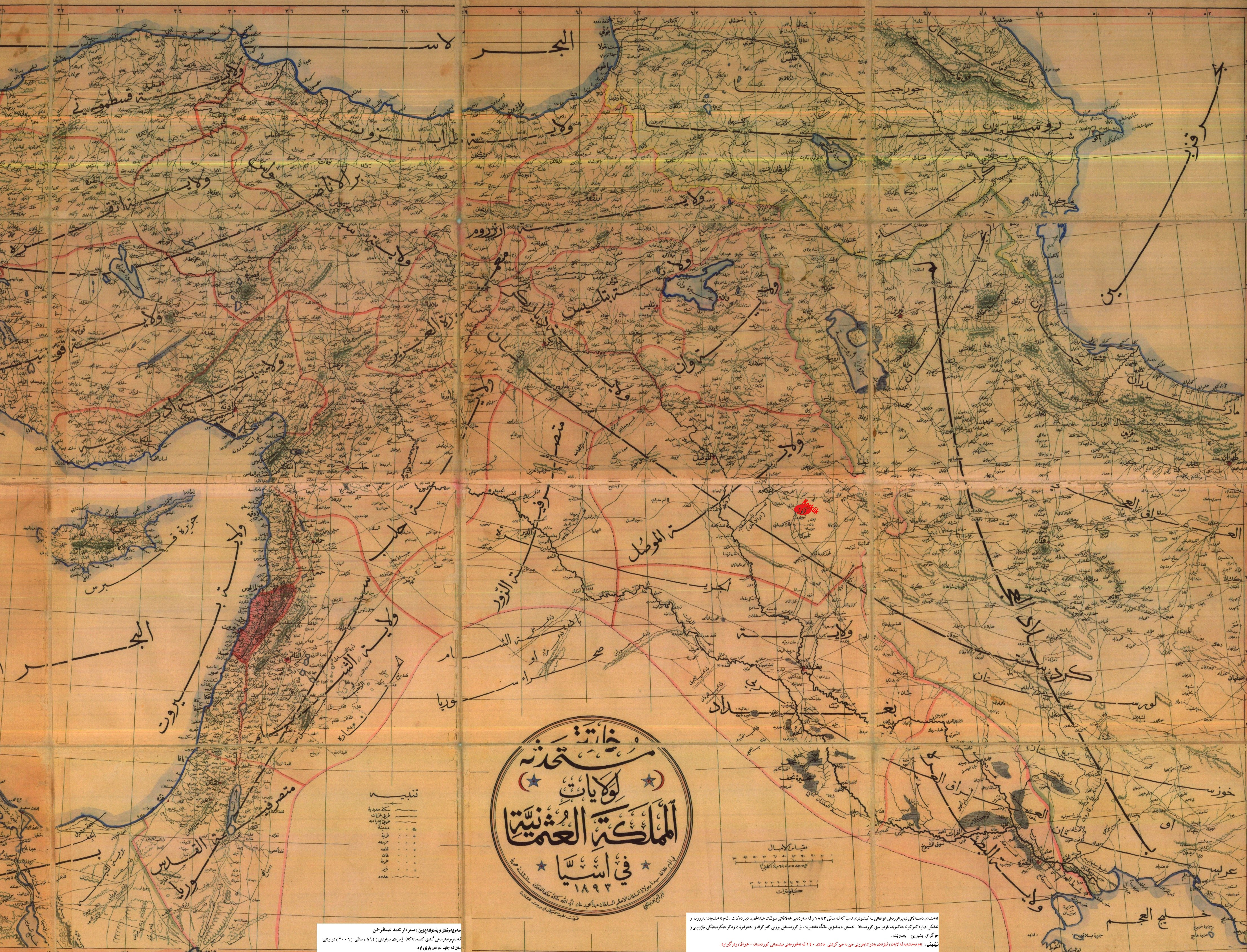
سنجق نابلس في خارطة سورية العثمانية

- ناحية جماعين شرق (21 قرية).
- ناحية جماعين غرب (25 قرية).
- ناحية مشاريق نابلس (20 قرية).
- قضاء طولكرم (يضم عشرات القرى).